# 浙派篆刻
浙派篆刻，或称“浙江印派”，为中国篆刻艺术的一个显要流派，对中国篆刻书法艺术影响深远，至今仍有重大影响。

## 历史
浙派篆刻正式由丁敬于乾隆年间在浙江钱塘（今杭州市）创立。丁敬本人亦为浙江钱塘人。丁敬书法篆刻艺术风格主要继承了何震和程邃。他并博采众长，并系统学习了秦汉两代书法篆刻。丁敬治印揉掺隶书的笔意，并非常讲究刀法。丁敬擅长用刀法来表达书法中的笔意，刻划方中带圆，古拙质朴，苍劲雄浑，别具一格。
清代中后期，丁敬之后的诸多篆刻家学习汲取并继承了丁敬的艺术风格和追求，以及其刀法，蔚为浙派。其中杰出代表有蒋仁、黄易、奚冈、陈豫钟，陈鸿寿、赵之琛、钱松， 并尊为“西泠八家”，此八家亦均为浙江杭州人。
浙派篆刻是中国篆刻艺术的著名流派，并影响日本韩国的印章艺术。浙派篆刻在篆刻史上影响深远，前后延绵有二百余年，并深远影响至今。

## 代表艺术家
- 丁敬
- 西泠八家：蒋仁、黄易、奚冈、陈豫钟，陈鸿寿、赵之琛、钱松
- 赵之谦